# Jade Barbosa
Jade Fernandes Barbosa (Rio de Janeiro, 1º luglio 1991) è una ginnasta brasiliana, vincitrice del bronzo a squadre alle Olimpiadi di Parigi 2024 e di tre medaglie ai Campionati del Mondo.

## Carriera senior

### 2007-2012
Nel 2007 vinse la medaglia di bronzo nel concorso individuale ai Mondiali di Stoccarda. È stata membro della squadra che ha conquistato il decimo posto ai Giochi Olimpici del 2008, miglior risultato fino a quel momento per la nazionale brasiliana. Nel 2010 conquistò un altro bronzo, al volteggio, ai Mondiali di Rotterdam. Dopo non essere stata selezionata per le Olimpiadi del 2012, Barbosa si ritirò prima di tornare alle competizioni nel 2015. 

### 2016-2019
Nel 2016 venne scelta per far parte della squadra olimpica, dove il Brasile ottenne l'ottavo posto nella finale a squadre. Durante la finale all-around subì un infortunio che le impedì di proseguire la gara. Nel 2018 partecipa al Trofeo Città di Jesolo, dove il Brasile vince la medaglia d'argento. Ai Campionati del mondo 2018 il Brasile riesce a qualificarsi in finale per la prima volta dal 2007, terminando la gara al settimo posto; Barbosa conclude la gara all-around al 15º posto. Nel 2019, durante i Giochi Panamericani subisce un leggero infortunio ma vince comunque la medaglia di bronzo con la squadra brasiliana. Ai Mondiali del 2019, durante le qualificazioni subisce un infortunio al crociato, di conseguenza la squadra brasiliana non riesce a qualificarsi per le Olimpiadi di Tokyo. 

### 2021-2023
Fra il 2021 e il 2022 gareggia a livello nazionale e solo su trave e parallele. Nell'agosto 2023 vince il titolo all-around ai Campionati nazionali, all'età di 32 anni e sedici anni dopo la sua ultima vittoria.